# Wayward Pines
Wayward Pines ist eine US-amerikanische Mystery-Krimiserie des Fernsehsenders Fox. Die Serie basiert auf der Wayward-Pines-Trilogie des Autors Blake Crouch. Entwickelt wurde die Serie von Chad Hodge, der neben M. Night Shyamalan, Donald De Lin und Ashwin Rajan als ausführender Produzent fungiert.
Die Erstausstrahlung der zehnteiligen ersten Staffel startete am 14. Mai 2015 in 125 Ländern, darunter auch die deutschsprachige Fassung. Im Dezember 2015 bestellte Fox eine zweite Staffel der Serie, die seit dem 25. Mai bis 27. Juli 2016 erstausgestrahlt wurde. Die deutschsprachige Erstausstrahlung der zweiten Staffel war seit dem 11. August 2016 erneut auf FOX zu sehen. Ab Januar 2017 wurden beide Staffeln im deutschen Free-TV auf ZDFneo gezeigt. Weiterhin ist die Serie über Amazon Prime Video und MagentaTV abrufbar.

## Handlung

### Staffel 1
Der Secret-Service-Agent Ethan Burke untersucht das Verschwinden zweier Kollegen und erwacht nach einem scheinbaren Autounfall im Krankenhaus der mysteriösen Kleinstadt Wayward Pines im Bundesstaat Idaho, kann aber weder seinen Vorgesetzten beim Secret Service noch seine Familie erreichen oder die Kleinstadt verlassen. Er findet die verschwundenen Agenten, einen davon tot, den anderen – seine ehemalige Geliebte – lebend und mittlerweile mit einem örtlichen Handwerker verheiratet. Die Einwohner der Gemeinde können die von einem Zaun umgebene Kleinstadt nicht verlassen und die Gemeinschaft unterliegt festen Regeln, die vom undurchsichtigen Sheriff Pope durchgesetzt werden. Bei mehrfachen Verstößen gegen die Regeln droht die Abrechnung, eine öffentliche Hinrichtung durch den Sheriff.
Im späteren Verlauf der Serie findet Ethan Burke heraus, dass Wayward Pines eine Art „Arche-Noah“-Projekt des Wissenschaftlers David Pilcher ist. Dieser hatte Ende des 20. Jahrhunderts entdeckt, dass die Menschheit auf die durch sie selbst verursachten Umweltveränderungen „reagiert“ und Mutationen entstanden, die die Menschheit langfristig in neue Wesen – so genannte Aberrationen (dt. „Abweichungen“) oder „Abbies“ – umwandeln würden. Als seine Warnungen von der Öffentlichkeit nicht ernst genommen wurden, entwickelte er die Idee, eine moderne Arche Noah zu schaffen. Sein Ziel war es, die Kultur und die Lebensweise der Menschheit zu bewahren. Hierzu entwickelte er – unter dem Deckmantel von Tarnfirmen – unterstützt von einigen heimlichen Gönnern ein Kryo-Programm, mit dessen Hilfe er ausgewählte Menschen, meist nach einem echten oder fingierten Unfall, in einen Jahrtausende andauernden Tiefschlaf versetzte. Außerdem baute er in der Nähe von Wayward Pines ein Bunkersystem, welches Vorräte, Energieversorgung etc. beherbergte. Nachdem er eine große Zahl ahnungsloser Menschen in Kryoschlaf versetzt hatte, versetzte er auch sich selbst, seine Schwester Pamela und ca. 200 Freiwillige in diesen Tiefschlaf. Zweitausend Jahre später wurden zuerst Pilcher und seine Freiwilligen wieder aufgeweckt.
Wie von Pilcher erwartet, war die Menschheit inzwischen untergegangen, die „Aberrationen“, blutrünstige bipede Wesen mit überragenden Eigenschaften als Raubtier, aber mit im Vergleich zu Menschen geringerer Intelligenz, kontrollieren seither die Welt als dominantes Wesen auf dem Planeten. Die Städte sind verwüstet und verfallen. Pilcher baute nun die künstliche Kleinstadt Wayward Pines auf, in der, von einem hohen Schutzzaun umgeben, die kryokonservierten Menschen leben sollen, die aufgeweckt wurden.
Pilcher versuchte in einem ersten Anlauf, die nun aufgeweckten Bewohner der Stadt über ihre Situation vollständig aufzuklären, musste aber erkennen, dass die meisten erwachsenen Bewohner nicht in der Lage waren, den „Zeitsprung“ von 2000 Jahren und die radikal veränderten Umweltbedingungen zu akzeptieren. Die Folge waren Aufstände, Chaos, Fluchtversuche und Selbstmorde. Also wagte Pilcher einen zweiten Anlauf und setzte diesmal auf das Verschweigen der Wahrheit, Verleugnung der Vergangenheit, strikte Regeln und eine totale Überwachung.
Die Erwachsenen müssen seither die ihnen zugewiesenen Rollen spielen oder als Aufrührer sterben. Nur die Kinder der Bewohner werden in die neue Situation eingeweiht, weil sie nach Pilchers Ansicht flexibler zu sein scheinen und besser auf die drastischen Veränderungen reagieren. Die Kinder sollen die neue „1. Generation“ bilden, die irgendwann einmal die Erde wieder zurückerobert. Inzwischen schreibt man das Jahr 4028.
Ethan Burke lehnt die Atmosphäre aus Angst und Unterdrückung zunächst ab, die in Wayward Pines aufgebaut wurde, muss aber erkennen, dass zum Schutz des „großen Ganzen“ eine gewisse Geheimhaltung wichtig ist, um Panik zu vermeiden und die Kontrolle über die Stadt zu behalten. Als neu ernannter Sheriff übernimmt er im weiteren Verlauf der ersten Staffel die Aufgabe, über die Stadt zu wachen und die Bewohner gegen Gefahren von außen und innen zu schützen. Er stellt jedoch fest, dass es gar nicht so einfach ist, die Ruhe ohne die Wahrheit zu erhalten. So wie er selbst zu skeptisch war, um sich den Regeln und der Autorität Pilchers unterzuordnen, so gibt es eine kleine Gruppe von Menschen, die sich ebenfalls nicht damit abfinden können. Durch deren Versuche, durch die äußere Mauer aus der Stadt zu gelangen, gerät die Gemeinschaft in Gefahr.
Die Situation eskaliert, als Burke bei einer bevorstehenden Hinrichtung den Bewohnern die Wahrheit über Wayward Pines erzählt. Pilcher, der einen dritten Neuanfang will, stellt daraufhin die Stromversorgung der Stadt ab, wodurch der schützende Elektrozaun deaktiviert wird und die Abbies in die Stadt eindringen. Die Bewohner fliehen vor den Abbies in einen Bunker, dessen Gänge in Pilchers Zentrale führen. Die Jugendlichen der ersten Generation, welche hinter Pilcher und seiner Vision stehen, bringen sich vor den Abbies separat in Sicherheit. In der Zentrale weist Pilcher seine Gefolgsleute an, alle Bewohner zu töten. Als sich einige weigern, kommt es zu einem Aufstand, bei dem Pilcher erschossen wird. Ethan Burke rettet die Bewohner vor dem Ansturm der Abbies, in dem er sich mit einem Sprengsatz im Aufzugsschacht in die Luft sprengt. Burkes Sohn Ben wird am Kopf getroffen und fällt in ein Koma.
Als Ben erwacht, sind drei Jahre und vier Monate vergangen. Die erste Generation hat es geschafft, alle Überlebenden wieder in den Kryoschlaf zu versetzen, und hat stattdessen neue, besser kontrollierbare Personen aufgeweckt. Obwohl Ben im Verdacht steht, die Taten seines Vaters moralisch unterstützt zu haben, und infolgedessen auch für Pilchers Tod mitverantwortlich gemacht wird, kann Bens Freundin Amy die erste Generation davon überzeugen, dass er nicht wie sein Vater sei; daher wird er nicht in den Kryoschlaf versetzt.

## Hintergrund und Produktion
Im Mai 2013 gab der US-amerikanische Fernsehsender Fox grünes Licht zur Produktion der Serie, in der unter anderem M. Night Shyamalan Regie führen soll und Matt Dillon als Hauptdarsteller verpflichtet wurde. Ein Jahr später wurde die Serie für 2015 bestellt. Im Dezember 2014 gab Fox bekannt, die Serie ab dem 14. Mai 2015 in 125 Ländern auszustrahlen, was bis dahin den größten weltweiten Start einer TV-Serie darstellte.
Bereits 2013 wurden als Darsteller unter anderem Melissa Leo, Juliette Lewis, Terrence Howard und Toby Jones bekanntgegeben.
Die im August 2013 begonnenen Dreharbeiten zu Wayward Pines fanden in der kanadischen Provinz British Columbia statt, östlich von Vancouver. Die Innenszenen wurden in Burnaby und die Außenaufnahmen in der Kleinstadt Agassiz gedreht.

## Besetzung und Synchronisation
Die deutsche Synchronisation entstand unter der Dialogregie von Frank Glaubrecht und nach einem Dialogbuch von Jeffrey Wipprecht durch die Synchronfirma Cinephon in Berlin.

### Hauptbesetzung
| Rolle                          | Schauspieler     | Hauptrolle (Episoden)      | Nebenrolle (Episoden)  | Synchronsprecher    |
| ------------------------------ | ---------------- | -------------------------- | ---------------------- | ------------------- |
| Adam Hassler                   | Tim Griffin      | 1.01–1.03, 1.09, 2.04–2.08 |                        | Kim Hasper          |
| Dr. Theo Yedlin                | Jason Patric     | 2.01–2.10                  |                        | Marcus Off          |
| Rebecca Yedlin                 | Nimrat Kaur      | 2.01–2.10                  |                        |                     |
| Xander Beck                    | Josh Helman      | 2.01–2.10                  |                        | Leonhard Mahlich    |
| Christopher James „CJ“ Mitchum | Djimon Hounsou   | 2.02–2.10                  |                        | Oliver Stritzel     |
| Ethan Burke                    | Matt Dillon      | 1.01–1.10                  |                        | Charles Rettinghaus |
| Kate Hewson                    | Carla Gugino     | 1.01–1.10                  | 2.01                   | Alexandra Wilcke    |
| Theresa Burke                  | Shannyn Sossamon | 1.01-1.10                  | 2.02, 2.04–2.06        | Ilona Brokowski     |
| David Pilcher/Dr. Jenkins      | Toby Jones       | 1.01–1.10                  | 2.02, 2.05, 2.07, 2.09 | Lutz Schnell        |
| Harold Ballinger               | Reed Diamond     | 1.01–1.09                  |                        | Nicolas Böll        |
| Ben Burke                      | Charlie Tahan    | 1.01–1.10                  | 2.01–2.02, 2.06        | Sebastian Kluckert  |
| Beverly Brown                  | Juliette Lewis   | 1.01–1.03                  |                        | Bettina Weiß        |
| Pamela „Pam“ Pilcher           | Melissa Leo      | 1.01–1.10                  | 2.03                   | Eva Kryll           |
| Sheriff Arnold Pope            | Terrence Howard  | 1.01–1.03, 1.06            | 2.01                   | Florian Halm        |
| Megan Fisher                   | Hope Davis       | 2.01–2.07                  | 1.04–1.10              | Antje von der Ahe   |
| Jason Higgins                  | Tom Stevens      | 2.01–2.10                  | 1.09–1.10              | Patrick Keller      |
| Kerry Campbell                 | Kacey Rohl       | 2.01–2.10                  |                        | Leonie Dubuc        |

### Nebenbesetzung
| Rolle        | Schauspieler         | Nebenrolle (Episoden)           | Synchronsprecher  |
| ------------ | -------------------- | ------------------------------- | ----------------- |
| Arlene Moran | Siobhan Fallon Hogan | 1.01–1.04, 1.08–2.06, 2.08–2.10 | Ulrike Lau        |
| Amy Breslow  | Sarah Jeffery        | 1.04–1.10                       | Jamie Lee Blank   |
| Brad Fisher  | Barclay Hope         | 1.04, 1.08–1.10                 | Hans Hohlbein     |
| Ruby Davis   | Greta Lee            | 1.01–1.02, 1.06, 1.08, 2.01     | Amelie Plaas-Link |
| Margaret     | Rochelle Okoye       | 2.04–2.10                       |                   |

## Episodenliste
Die Erstausstrahlung der ersten Staffel erfolgte gleichzeitig in 125 Ländern, darunter in den Vereinigten Staaten und in Deutschland, ab dem 14. Mai bis 23. Juli 2015 auf dem Pay-TV-Sender FOX. Die Erstausstrahlung im Free-TV erfolgte ab dem 31. Januar 2017 auf ZDFneo.

### Staffel 1
| Nr. (ges.) | Nr. (St.) | Deutscher Titel              | Originaltitel                                   | Erstausstrahlung USA | Deutschsprachige Erstausstrahlung (D) | Regie              | Drehbuch                                             | Quoten (USA) |
| ---------- | --------- | ---------------------------- | ----------------------------------------------- | -------------------- | ------------------------------------- | ------------------ | ---------------------------------------------------- | ------------ |
| 1          | 1         | Das Paradies auf Erden       | Where Paradise Is Home                          | 14. Mai 2015         | 14. Mai 2015                          | M. Night Shyamalan | Chad Hodge                                           | 3,76 Mio.    |
| 2          | 2         | Gestern gibt es nicht        | Don’t Discuss Your Life Before                  | 21. Mai 2015         | 21. Mai 2015                          | Charlotte Sieling  | Chad Hodge                                           | 4,59 Mio.    |
| 3          | 3         | Eine außergewöhnliche Stadt  | Our Town, Our Law                               | 28. Mai 2015         | 28. Mai 2015                          | Zal Batmanglij     | Chad Hodge                                           | 3,97 Mio.    |
| 4          | 4         | Freunde, Nachbarn, Gefangene | One of Our Senior Realtors Has Chosen to Retire | 4. Juni 2015         | 4. Juni 2015                          | Zal Batmanglij     | Steven Levenson                                      | 4,20 Mio.    |
| 5          | 5         | Die erste Generation         | The Truth                                       | 11. Juni 2015        | 11. Juni 2015                         | James Foley        | Blake Crouch, Matt & Ross Duffer                     | 4,24 Mio.    |
| 6          | 6         | Das dunkle Zeitalter         | Choices                                         | 25. Juni 2015        | 25. Juni 2015                         | Jeff T. Thomas     | Brett Conrad, Matt & Ross Duffer                     | 3,45 Mio.    |
| 7          | 7         | Das Jahr, in dem wir leben   | Betrayal                                        | 2. Juli 2015         | 2. Juli 2015                          | Steve Shill        | Rob Fresco                                           | 3,38 Mio.    |
| 8          | 8         | Der Preis der Wahrheit       | The Friendliest Place on Earth                  | 9. Juli 2015         | 9. Juli 2015                          | Tim Hunter         | Patrick Aison, Rob Fresco, Chad Hodge & Blake Crouch | 3,37 Mio.    |
| 9          | 9         | Abrechnung                   | A Reckoning                                     | 16. Juli 2015        | 16. Juli 2015                         | Nimród Antal       | Matt & Ross Duffer                                   | 3,25 Mio.    |
| 10         | 10        | Drei Jahre, vier Monate      | Cycle                                           | 23. Juli 2015        | 23. Juli 2015                         | Tim Hunter         | Patrick Aison                                        | 3,98 Mio.    |

### Staffel 2
| Nr. (ges.) | Nr. (St.) | Deutscher Titel                | Originaltitel                     | Erstausstrahlung USA | Deutschsprachige Erstausstrahlung (D) | Regie                   | Drehbuch                                                                | Quoten (USA) |
| ---------- | --------- | ------------------------------ | --------------------------------- | -------------------- | ------------------------------------- | ----------------------- | ----------------------------------------------------------------------- | ------------ |
| 11         | 1         | Klare Regeln, strenge Strafen  | Enemy Lines                       | 25. Mai 2016         | 11. Aug. 2016                         | David Petrarca          | Mark Friedman                                                           | 3,06 Mio.    |
| 12         | 2         | Blutige Ernte                  | Blood Harvest                     | 1. Juni 2016         | 18. Aug. 2016                         | Brad Turner             | Handlung: Mark Friedman & Michael R. Perry Schauspiel: Michael R. Perry | 2,52 Mio.    |
| 13         | 3         | Es war einmal in Wayward Pines | Once Upon a Time in Wayward Pines | 8. Juni 2016         | 25. Aug. 2016                         | John Krokidas           | Anna Fricke                                                             | 2,37 Mio.    |
| 14         | 4         | Das ist kein Leben             | Exit Strategy                     | 15. Juni 2016        | 1. Sep. 2016                          | Ti West                 | Nazrin Choudhury                                                        | 2,48 Mio.    |
| 15         | 5         | Utopia                         | Sound The Alarm                   | 22. Juni 2016        | 8. Sep. 2016                          | Alrick Riley            | Edward Ricourt                                                          | 2,32 Mio.    |
| 16         | 6         | Felder in Flammen              | City Upon A Hill                  | 29. Juni 2016        | 15. Sep. 2016                         | Vincenzo Natali         | Tyler Hisel                                                             | 2,27 Mio.    |
| 17         | 7         | Im Laufe der Zeit              | Time Will Tell                    | 6. Juli 2016         | 22. Sep. 2016                         | Jeff T. Thomas          | Anna Fricke                                                             | 2,28 Mio.    |
| 18         | 8         | Margaret                       | Pass Judgment                     | 13. Juli 2016        | 29. Sep. 2016                         | Jennifer Chambers Lynch | Seamus Kevin Fahey                                                      | 2,38 Mio.    |
| 19         | 9         | Das Buch des Lebens            | Walcott Prep                      | 20. Juli 2016        | 6. Okt. 2016                          | Mathias Herndl          | Mark Friedman                                                           | 2,04 Mio.    |
| 20         | 10        | Es gibt kein Woanders          | Bedtime Story                     | 27. Juli 2016        | 13. Okt. 2016                         | Ti West                 | Mark Friedman                                                           | 2,21 Mio.    |

## Rezeption
Wayward Pines wurde in den Vereinigten Staaten überwiegend positiv aufgenommen. Rund 86 Prozent der Rezensionen bei Rotten Tomatoes waren wohlwollend, bei Metacritic waren es 66 Prozent.  Der Kritikerkonsens bei Rotten Tomatoes lautete: „So unheimlich und merkwürdig wie nur möglich ist Wayward Pines eine erfreuliche Rückkehr für M. Night Shyamalan zu alter Stärke.“
In Deutschland zeigten sich die Kritiker auch weitgehend positiv gestimmt. Iris Alanyali meinte in der Welt, dass Shyamalans Serie eine Geschichte erzähle, die wie alle guten Mysterythriller fest in der Realität verankert sei und deshalb umso unheimlicher wirke. Wayward Pines habe alles, was einen echten Shyamalan ausmache. In der FAZ bezeichnete Nina Rehfeld die Serie als „stimmungsvoll“ und „irgendwo zwischen Lost und Twin Peaks angesiedelt“. Robert Gast von der Süddeutschen Zeitung war der Meinung, es mache Spaß, Ethan Burke dabei zuzusehen, wie er das Geheimnis der skurrilen Kleinstadt lüfte, auch wenn diese Suche nach der Wahrheit subtiler hätte gestaltet werden können.

## WebserieGone
Zusätzlich zur ersten Staffel wurde eine Webserie mit dem Namen Gone produziert, die aus zehn rund dreiminütigen Folgen besteht und kostenfrei auf foxchannel.de angesehen werden kann. Das Drehbuch wurde von Christopher Leone geschrieben, der auch als Produzent fungierte.
Handlung

Die Handlung dreht sich um den Wissenschaftler Eric Barlow, welcher auf der Suche nach seiner verschwundenen Frau Sarah Barlow ist, welche ihm eine Abschiedsnachricht hinterlässt, ihn verlässt und ihn bittet ihr nicht zu folgen. Er macht sich daraufhin auf die Suche nach ihr und stößt auf das Bergprojekt. Um mehr herauszufinden, versucht er verschiedene Menschen zu finden, mit denen Sarah innerhalb der letzten zwei Wochen Kontakt hatte, diese sind jedoch spontan verzogen.
In einem Krankenhaus erhält er einen Umschlag mit Ultraschallbildern, wodurch klar wird, dass seine Frau schwanger ist und er Vater wird. Elena, eine Kollegin von Sarah, gibt ihm schließlich den Hinweis, dass er nach Idaho fahren muss, um die Quelle von Sarah, Digger zu finden. Dort angekommen, erhält Eric von Elena eine Adresse, wo dieser sich aufhält. Dieser erzählt ihm, dass viele Bauarbeiter aus dem ganzen Land die Aufgabe hatten, den Berg auszuhöhlen. Außerdem seien plötzlich Leute verschwunden und nicht mehr aufgetaucht. Digger gibt Eric den Namen einer Stadt, Lowman, in welcher die Bauarbeiter untergebracht waren und die sich unweit des Bergs befinden solle.
Nach dem Gespräch findet Eric auf seinem Auto einen Umschlag, in welchem sich ein USB-Stick befindet. Dieser enthält ein Video, auf welchem Sarah in einem engen Raum gefangen ist. Eric sucht nun den Berg in der Nähe der Stadt und macht sich auf den Weg dorthin; unterwegs fährt er an einem Schild mit der Aufschrift Wayward Pines vorbei.
Am Berg angelangt, erhält er erneut einen Anruf der Pilcher Personalvermittlung; der Anrufer weist ihn auf ein Angebot hin, welches ihm per E-Mail geschickt worden sei. Im Anhang findet er ein Video seiner Frau Sarah, die im Video vor demselben Tor wie er steht. Sie bittet ihn noch einmal darum, ihr nicht zu folgen. Eric ignoriert die Warnung jedoch und betritt das Gelände der Pilcher Technologies. Auf dem Gelände trifft er auf den Mitarbeiter, der ihm die ganze Zeit ein Jobangebot vorschlug, Mark Thompson. Dieser führt Eric zu einer Kältekammer, in welcher sich Sarah befindet. Der Wissenschaftler erzählt ihm, dass die Kältekammer dazu dient, die Menschheit zu retten, und Sarah sich freiwillig entschieden hätte, ihr Kind in der zukünftigen Welt, in Wayward Pines zu gebären; das eigentliche Interesse gälte jedoch nicht Sarah, sondern Eric, sie war somit lediglich ein Lockmittel, um an Eric heranzukommen, der aufgrund seiner Fähigkeiten sehr hilfreich für das Projekt ist. Als Elena plötzlich auftaucht, wird Eric klar, dass diese mit Pilcher Technologies unter einer Decke steckt und ihn dazu gebracht hat, den Bergkomplex aufzusuchen.
Am Ende nimmt Eric das Jobangebot an, um seine Frau Sarah zu schützen.
Produktplatzierung

Die Webserie nutzt recht auffällig Produktplatzierungen für Erzeugnisse von Microsoft. So ist in vielen Szenen das Microsoft-Logo auf Smartphones oder einem Surface-Tablet zu sehen, aber auch Logos von Bing, OneNote und OneDrive.